# 絞り加工

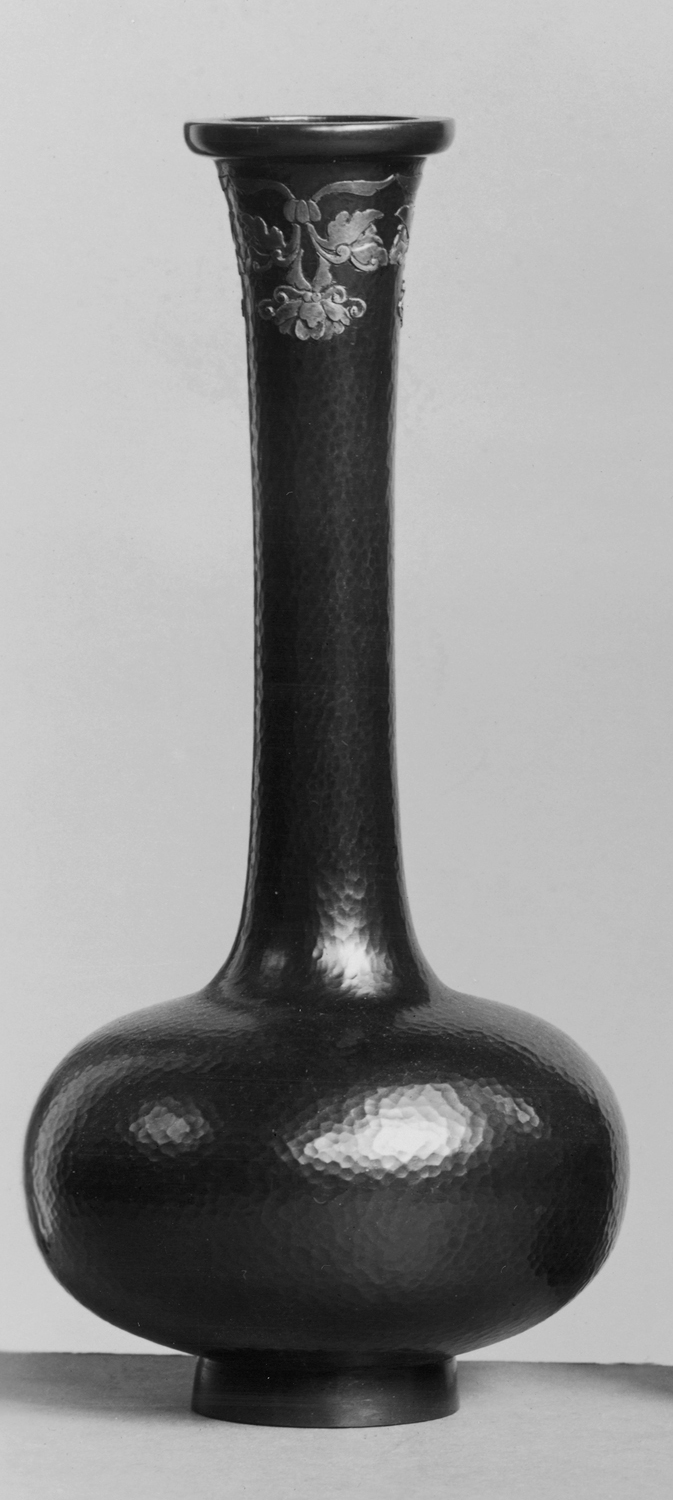
明治時代の絞り加工の花瓶　銅、銀、赤銅製　ウォルターズ美術館

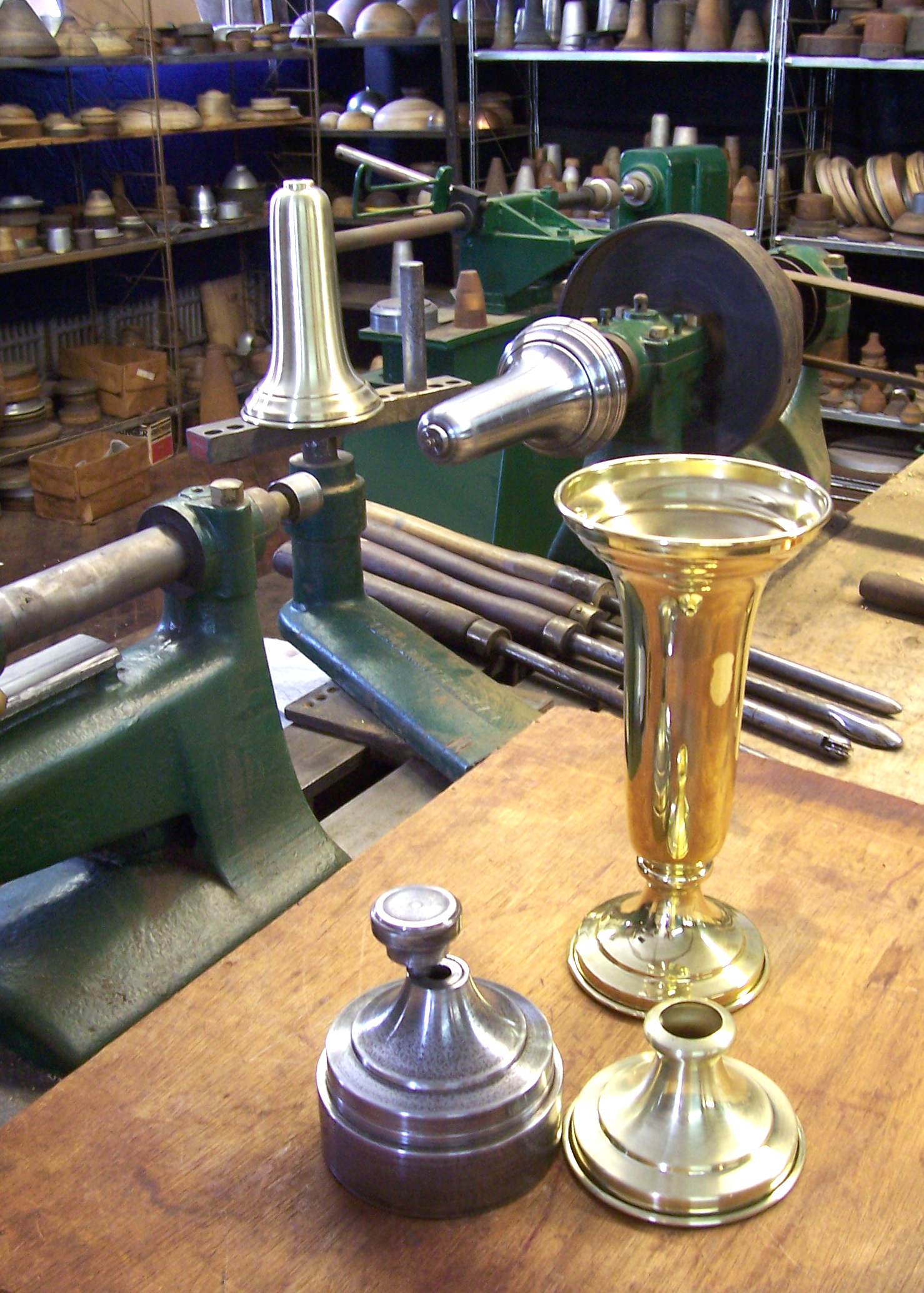
へら絞りの凸金型（銀色）、製品（黄銅色）、へら（機械の間に置いてある柄のついた金属棒）、奥の棚に金属製や木製の多くの型が見られる。

絞り加工（しぼりかこう）とは金属工芸の一つである鍛造の中で板金の加工法で、金槌・木槌と当て金（あてがね、特殊な形状の金床）などを使い金属の板を叩いて圧縮させ、絞り込み凹状に加工し、容器形状にすることである。鎚起（ついき）とも呼ばれる。
伝統工芸の絞り加工では、成型品の形状に合わせ幾つもの金槌や「当て金」（鳥口、からす口とも）が使われる。イメージとしては陶芸でろくろの上の粘土を絞り上げるのと類似の作用を金属板に金槌と当て金を使い絞り上げ、鍋や花瓶などの3次元の形をつくる工法である。 
類似した加工法に打出し加工があるが、こちらは窪んだ木臼や砂袋などを使い板を打ち出し（引き伸ばし）へこませる加工法である。　単純な比較をすると、直径30ｃｍの板金を、「打出し加工」では直径30ｃｍの皿や鍋に加工するのに対し、「絞り加工」では高さ15ｃｍ以上の花瓶を作る。　打出しの場合は「伸ばし」の加工であるので外周は元の板金と同じ厚さであるが内側ほど薄くなる。　絞りの場合は「圧縮」加工であるので容器の中心（底）の部分は元の板金と同じ厚さであるが、外周へ行くほど厚くなり、口の部分では数倍にもなる。　
伝統工芸の絞り加工ではお椀程の大きさのものでも数千打、花瓶程であれば数万打以上と非常に多くの工数や日時を要する。
機械加工では「プレス絞り加工」や旋盤による「へら絞り加工」があり、プレス加工では絞り用のオス・メスの金型に板金を挟み込み数秒でプレス成形する。旋盤を用いた絞り加工ではオス型のみのへら絞り用金型を用い、へらで押え絞り込んていく。いずれも金型製作や機械への大きな初期投資が必要になるが、手工芸の絞り職人の工数の数万分の1で安価で均一な製品の供給が可能になっている。
機械加工の「プレス絞り加工」や「へら絞り加工」では成形後に凸金型を抜き出す必要がある為、入れ子構造の割型で口の部分を胴の部分より小さくすることは可能であるが、右上の花瓶のように絞ることは難しい。（幾つかの部分に分けて成形し溶接やろう付けすることで似た形には出来る。）